# Theresa Traore Dahlberg
Pour les articles homonymes, voir Traoré.
Theresa Traore Dahlberg, née en 1983 en Suède, est réalisatrice et documentariste. Elle vit à Stockholm.

## Biographie
Ses parents (père burkinabè, mère suédoise) travaillent avec l'ONU pour le développement du Burkina Faso, où Theresa Traore Dahlberg passe son enfance. Après le lycée, elle part vivre à Barcelone. En 2006, elle réalise son premier court-métrage, Procastistation, puis rejoint l'université  The New School, à New York en 2007, puis l'académie d'art dramatique de Stockholm et des beaux-arts de l'académie royale de Suède,.
En 2009, Theresa Traore Dahlberg réalise On Hold, un court-métrage de 30 minutes, puis Taxi Sisters en 2010. À partir de 2013, elle travaille sur son premier long métrage Ouaga Girls qui sort en 2017. Pour ce documentaire réalisé à Ouagadougou, Theresa Traore Dahlberg saisit le quotidien de quatre jeunes femmes. Celles-ci achèvent leur formation de carrosserie-tôlerie dans une école de mécanique pour devenir mécaniciennes. Tourné en 2015, ce film témoigne de la métamorphose du pays, à la suite de la destitution en 2014 du président Blaise Compaoré qui était au pouvoir depuis plus de 27 ans.

## Réalisations
- The Ambassador's Wife, 2018[6]
- Ouaga Girls, Ouagadougou, Burkina Faso, documentaire, 2017
- Taxi Sister, Dakar, Sénégal, documentaire, 28 min, 2010
- Två på resa (Two Travelling), tv-show, 2 saisons, SVT, 2010
- On Hold, New York, États-Unis, documentaire, 30 min, 2009
- Procastistation, 2006

## Prix et récompenses
- 2019 : Beckers Art Award[7]
- 2018 : Tempo Documentary Short Award pour The Ambassador's wife[8]
- 2017 : Prix parallèle CREDIF pour Ouaga girls[9]
- 2017 : Dragon Award du meilleur documentaire scandinave pour Ouaga girls[10]